# Нестеров, Афанасий Иванович
Афанасий Иванович Нестеров (даты жизни неизвестны) — приближённый царя Алексея Михайловича. Стряпчий (1634),  думный дворянин (ранее 1670). Ездил с дипломатическими поручениями к шведам (1655). Посол в Польше (1662), посол в Турции (1667), воевода в Архангельске (двинский воевода; с 9 сентября 1670 года по 19 января 1673 года). Восстанавливая Архангельск после пожара, происшедшего 15 сентября 1669 года, строил деревянный острог со съезжею избою и воеводским домом.

## Биография
Из дворянского рода Нестеровых. В 1634 году был пожалован из «житья» в стряпчие. В сентябре 1655 года А. И. Нестеров был послан ближним боярином князем Я. К. Черкасским к шведскому генералу, графу Делагарди, который ранее дал знать боярину, что город Друя сдался шведам. А. И. Нестеров был представлен графу Делагарди и заявил, что В. П. Шереметев взял в 1654 году города Друю, Дриссу и Глубокое, и что жители этих городов присягнули на верность Московскому царю; упомянул также, что польско-литовский гетман Радзивилл пишется воеводой Виленским и гетманом великого княжества Литовского, тогда как Вильна принадлежит тоже царю Московскому. Делагарди обещал довести об этом до сведения короля шведского и освободить всех московских пленников, находившихся у Радзивилла.
В 1656 году А. И. Нестеров был столоначальником и состоял товарищем боярина Милославского, управлявшего Приказом Ствольного дела; в 1661 году был товарищем у окольничего и оружейничего Хитрово, управлявшего Оружейной Палатой.
В 1662 году ездил в Варшаву с предложением перемирия на время посольских съездов.
В 1667 году А. И. Нестеров ездил в Турцию во главе посольства для укрепления «исконной братской дружбы и любви» и для переговоров относительно вселенских патриархов. С ним было послано для патриарха константинопольского Парфения великого государя жалованье (соболя на 300 р.) и грамота, но в то же время поручено просить господаря молдавского, чтобы он содействовал низложению Парфения и возведению на престол прежнего патриарха Дионисия, «друга патриархов Паисия и Макария». Подъехав к Азову, А. И. Нестеров послал Азовскому владетелю, паше Моллагини, грамоту и соболей с переводчиком, присовокупив обычное требование, чтобы паша скорее отпустил посольство в Царьград. Но паша не удовольствовался этими подарками и стал делать всевозможные затруднения, не давал кораблей, и предложил ехать до реки Кубани сухим путём.
Тем не менее, 5 ноября 1667 года посольство всё же прибыло в Царьград. Турецкий султан Магомет находился в это время в Адрианополе, и приемом посольства распорядился его «наместник» Юсуф-паша: он приказал дать двор, где стоять, призвал к себе в дом, угостил обедом и подарил золотые кафтаны. Лишь через шесть недель был получен указ султана, чтобы Нестеров с товарищами ехали в Адрианополь. Там они тоже были приняты с почетом, снова получили по золотому кафтану и видели султана как в начале, так и в конце своего пребывания в Адрианополе, где перезимовали.
В 1670 году А. И. Нестеров будучи думным дворянином, послан на воеводство в Архангельск. Главной заботой Нестерова была постройка в Архангельске каменных гостиных дворов, а затем каменного же города, так как во время сильного пожара, бывшего до его приезда, сгорели  город, приказная изба, житницы с хлебом (амбары с зерном) и много казны. Нестеров усердно принялся за восстановление Архангельска, начатое 16 мая 1671 года, старался аккуратно расходовать выделенные средства, и за «сделанную экономию в расходах» получил от царя грамоту с «похвалою». По докладу Нестерова царь приказал перенести амбары, построенные купцами-иноземцами самовольно после пожара 1667 года на церковных и алтарных местах, «в иные места, где пристойно». 19 января 1673 года на смену Нестерова приехал новый воевода, князь Долгоруков, и принял от него строения и наличные запасы.